# Lijst van coaches van het Israëlisch voetbalelftal (mannen)
Dit is een lijst van bondscoaches van het Israëlisch voetbalelftal mannen.

## Bondscoaches
| Naam                   | Land van herkomst | Begin periode    | Einde periode     | Prijzen                 | Opmerkingen/wijze van vertrek                |
| ---------------------- | ----------------- | ---------------- | ----------------- | ----------------------- | -------------------------------------------- |
| Shimon Ratner          | Israël            | 1 januari 1934   | 30 juni 1934      |                         |                                              |
| Egon Pollak            | Israël            | 1 juli 1935      | 30 juni 1938      |                         |                                              |
| Arthur Baar            | Israël            | 1 april 1940     | 30 april 1940     |                         |                                              |
| Egon Pollak            | Israël            | 1 juli 1948      | 1 oktober 1948    |                         |                                              |
| Alois Hess             | Israël            | 1 juli 1949      | 30 september 1949 |                         |                                              |
| László Székely         | Hongarije         | 1 juli 1950      | 31 december 1950  |                         |                                              |
| Moshe Beit haLevi      | Israël            | 1 juli 1953      | 30 juni 1954      |                         |                                              |
| Jackie Gibbons         | Engeland          | 1 juli 1956      | 14 september 1956 |                         |                                              |
| Moshe Beit haLevi      | Israël            | 1 juli 1957      | 31 oktober 1957   |                         |                                              |
| Moshe Varon            | Israël            | 1 januari 1958   | 30 juni 1958      |                         |                                              |
| Gyula Mándi            | Hongarije         | 1 juli 1959      | 30 juni 1963      |                         |                                              |
| George Ainsley         | Engeland          | 15 december 1963 | 18 maart 1964     |                         |                                              |
| Yosef Merimovich       | Israël            | 1 mei 1964       | 31 januari 1965   | Aziatisch kampioenschap |                                              |
| Milovan Ciric          | Servië            | 17 maart 1965    | 19 mei 1968       |                         |                                              |
| Emmanuel Scheffer      | Israël            | 1 april 1968     | 1 april 1971      |                         |                                              |
| Edmond Schmilovich     | Israël            | 1 juli 1971      | 30 juni 1973      |                         |                                              |
| David Schweitzer       | Israël            | 19 juli 1973     | 20 maart 1977     |                         |                                              |
| Emmanuel Scheffer      | Israël            | 1 juni 1977      | 1 november 1979   |                         |                                              |
| Jack Mansell           | Engeland          | 26 maart 1980    | 18 november 1981  |                         |                                              |
| Yosef Merimovich       | Israël            | 15 februari 1983 | 8 oktober 1986    |                         |                                              |
| Miljenko Mihic         | Servië            | 1 november 1986  | 30 juni 1988      |                         |                                              |
| Itzhak Schneor         | Israël            | 1 juli 1988      | 30 juni 1992      |                         |                                              |
| Shlomo Scharf          | Israël            | 5 augustus 1992  | 17 november 1999  |                         |                                              |
| Richard Möller Nielsen | Denemarken        | 23 februari 2000 | 17 april 2002     |                         | Ontslag genomen                              |
| Avram Grant            | Israël            | 1 juli 2002      | 31 oktober 2005   |                         | Ontslag genomen, Dror Kashtan vervangt hem   |
| Dror Kashtan           | Israël            | 1 januari 2006   | 31 december 2009  |                         | Ontslag genomen                              |
| Eli Ohana              | Israël            | 1 januari 2010   | 21 maart 2010     |                         | Interim, Luis Fernandez vervangt hem         |
| Luis Fernandez         | Frankrijk         | 21 maart 2010    | 25 december 2011  |                         | Ontslagen, Eli Guttman vervangt hem          |
| Eli Guttman            | Israël            | 25 december 2011 | 15 oktober 2015   |                         | Ontslag genomen                              |
| Alon Hazan             | Israël            | 1 maart 2016     | 19 april 2016     |                         | Interim, Elisha Levy vervangt hem            |
| Elisha Levy            | Israël            | 20 april 2016    | 31 december 2017  |                         | Vertrokken na wederzijds overleg             |
| Alon Hazan             | Israël            | 1 januari 2018   | 31 juli 2018      |                         | Interim, Andreas Herzog vervangt hem         |
| Andreas Herzog         | Oostenrijk        | 1 augustus 2018  | 24 juni 2020      |                         | Vertrokken, Willi Ruttensteiner vervangt hem |
| Willi Ruttensteiner    | Oostenrijk        | 22 juli 2020     | 7 februari 2022   |                         | Vertrokken na wederzijds overleg             |
| Gadi Brumer            | Israël            | 17 maart 2022    | 7 mei 2022        |                         | Interim, Alon Hazan vervangt hem             |
| Alon Hazan             | Israël            | 8 mei 2022       | 27 maart 2024     |                         |                                              |
| Ran Ben Shimon         | Israël            | 29 mei 2024      |                   |                         |                                              |

IFA · A-internationals · Kwalificatiewedstrijden · Bondscoaches · Statistieken · Israëlisch vrouwenelftal · Olympisch elftal · Israël U21 · Israël U20 · Israël U19 · Israël U18 · Israël U17 · Israël U16
1934 – 1939 · 
1940 – 1949 · 
1950 – 1959 · 
1960 – 1969 · 
1970 – 1979 · 
1980 – 1989 · 
1990 – 1999 · 
2000 – 2009 · 
2010 – 2019 ·
2020 − 2029
WK 1970
1934 · 
1935–1937 · 
1938 · 
1939 · 
1948 · 
1941–1947 · 
1948 · 
1949 · 
1950 · 
1951–1952 · 
1953 · 
1954 · 
1955 · 
1956 · 
1957 · 
1958 · 
1959 · 
1960 · 
1961 · 
1962 · 
1963 · 
1964 · 
1965 · 
1966 · 
1967 · 
1968 · 
1969 · 
1970 · 
1971 · 
1972 · 
1973 · 
1974 · 
1975 · 
1976 · 
1977 · 
1978 · 
1979 · 
1980 · 
1981 · 
1982 · 
1983 · 
1984 · 
1985 · 
1986 · 
1987 · 
1988 · 
1989 · 
1990 · 
1991 · 
1992 · 
1993 · 
1994 · 
1995 · 
1996 · 
1997 · 
1998 · 
1999 · 
2000 · 
2001 · 
2002 · 
2003 · 
2004 · 
2005 · 
2006 · 
2007 · 
2008 · 
2009 · 
2010 · 
2011 · 
2012 · 
2013 · 
2014 · 
2015 ·
2016 ·
2017 ·
2018 ·
2019 ·
2020 ·
2021 ·
2022 ·
2023
Albanië · 
Andorra ·
Argentinië ·
Armenië ·
Australië ·
Azerbeidzjan ·
België ·
Bosnië en Herzegovina ·
Brazilië ·
Bulgarije ·
Chili ·
Colombia ·
Cyprus ·
Denemarken ·
Duitsland ·
Engeland ·
Estland ·
Ethiopië ·
Faeröer ·
Filipijnen ·
Finland ·
Frankrijk ·
Georgië ·
GOS ·
Griekenland ·
Guatemala ·
Honduras ·
Hongarije ·
Hongkong ·
Ierland ·
IJsland ·
India ·
Iran ·
Italië ·
Ivoorkust ·
Japan ·
Joegoslavië ·
Kosovo ·
Kroatië ·
Letland ·
Liechtenstein ·
Litouwen ·
Luxemburg ·
Maleisië ·
Malta ·
Mexico ·
Moldavië ·
Montenegro ·
Myanmar ·
Nederland ·
Nieuw-Zeeland ·
Noord-Ierland ·
Noord-Macedonië ·
Noorwegen ·
Oekraïne ·
Oezbekistan ·
Oostenrijk ·
Pakistan ·
Polen ·
Portugal ·
Roemenië ·
Rusland ·
San Marino ·
Schotland ·
Servië ·
Singapore ·
Slovenië ·
Slowakije ·
Sovjet-Unie ·
Spanje ·
Taiwan ·
Thailand ·
Tsjechië ·
Turkije ·
Uruguay ·
Verenigde Staten ·
Wales ·
Wit-Rusland ·
Zambia ·
Zuid-Afrika ·
Zuid-Korea ·
Zuid-Vietnam ·
Zweden ·
Zwitserland